# استخدام الشرطة للقوة المميتة في الولايات المتحدة
كان استخدام الشرطة للقوة المميتة في الولايات المتحدة مسألة شأن عام وقضيةً جدليةً وما يزال كذلك. في عام 2019 أطلقت الشرطة النار على 1004 أشخاص ما أدى إلى قتلهم وفق صحيفة واشنطن بوست، في حين أحصى مشروع «تخطيط عنف الشرطة» 1098 حالة قتل، 24% منهم من الأشخاص ذوي البشرة السوداء (رغم أنهم يشكلون فقط 13% من التعداد السكاني الكلي).
القتل من قبل الشرطة أحد الأسباب الرئيسية لموت الشباب الذكور في الولايات المتحدة الأمريكية. 1 من كل 2000 رجل و1 من كل 33,000 امرأة في الولايات المتحدة يموتون نتيجة استخدام الشرطة للقوة المميتة. نسبة الخطر أعلى للرجال ذوي البشرة السوداء إذ تبلغ نحو 1 من 1,000 رجل من ذوي البشرة السوداء يتوقع أن يموتوا على يد الشرطة.
بسبب عدم وجود بيانات موثوقة؛ يصعب على الباحثين تكوين روابط سببية عما إذا كان التمييز العنصري يؤثر على استخدام الشرطة للقوة المميتة. استنتجت دراستان بارزتان أن الشرطة لا تستخدم القوة المميتة على المشتبه بهم من ذوي البشرة السوداء أكثر مما تفعل على المشتبه بهم من البيض. خالف باحثون هذه الدراسات (وصدر تصحيح على إحداها)، مصرحين بأنها تستنتج استنتاجات لا تدعمها البيانات. إذا كان للشرطة عتبة اشتباه أكبر لإيقاف البيض من السود، فإن السود والبيض الموقفين غير متشابهين، ما يؤدي إلى تداخلات غير موثوقة تخص التمييز العنصري في استخدام الشرطة للقوة المميتة.

## قواعد البيانات
رغم إيعاز الكونغرس للمدعي العام في عام 1994 ليجمع وينشر إحصاءات سنوية عن استخدام الشرطة للقوة المفرطة، إلا أن هذا لم يحدث قط، كما لم يجمع مكتب التحقيقات الفدرالية هكذا بيانات. وبالتالي، لا يوجد قاعدة بيانات رسمية وطنية لتتبع حوادث قتل كهذه. أدى هذا بالعديد من الهيئات غير الحكومية إلى محاولة وضع قواعد بيانات شاملة لحوادث إطلاق الشرطة للنار في الولايات المتحدة الأمريكية. نظام الإبلاغ الوطني عن حوادث الموت العنيف قاعدة بيانات أكثر اكتمالًا لتتبع جرائم القتل التي ارتكبها الشرطة بالمقارنة مع كل من ملحق تقارير جرائم القتل الخاص بمكتب التحقيقات الفدرالية (FBI) ونظام الإحصاءات الوطنية الحيوية الخاص بمراكز السيطرة على الأمراض. هذا لأن كلًّا منهما لا يبلغ عن العدد الكامل لحوادث قتل الشرطة.

### جمع الحكومة للبيانات
أوكل الكونغرس الأمريكي عن طريق قانون السيطرة على جرائم العنف وفرض القانون الصادر عام 1994، وتحديدًا الفقرة 210402 المدعي العام بجمع البيانات الخاصة باستخدام القوة المفرطة من قبل الشرطة ونشر تقرير سنوي من هذه البيانات. ولكن القانون افتقر إلى ما يساعد في فرضه. توقف مكتب إحصاءات العدالة عن العد في مارس 2014، ويعود ذلك جزئيًّا إلى عدم مشاركة المؤسسات التابعة للولايات والمؤسسات المحلية.
يجمع نظامان وطنيان البيانات التي تشمل جرائم القتل المرتكبة من قبل ضباط سلك الشرطة خلال وقت خدمتهم. يعتمد المركز الوطني لإحصاءات الصحة على استخدام نظام الإحصاءات الوطنية الحيوية الذي يجمع البيانات من شهادات الوفاة المكتوبة محليًّا. تتطلب قوانين الولايات رفع الشهادات إلى مسجلين محليين، ولكن الشهادات لا توثق بشكل منهجي إذا ما كان القتل مبررًا قانونيًّا ولا إذا ما كان هناك شرطي متورط.
يعتمد مكتب التحقيقات الفدرالية (إف بي آي) على البرنامج الموحد لتقارير الجريمة، والذي يعتمد على تسليم المؤسسات التابعة للولايات والمؤسسات المحلية لتقارير الجرائم بشكل طوعي. وجدت دراسة للسنوات من1976 حتى 1998 أن كلًّا من النظامين الوطنيين تقصر بشكل ملحوظ في الإبلاغ عن جرائم القتل المبررة من قبل ضباط الشرطة، ولكن لأسباب مختلفة. هناك كذلك أكثر من 550 جريمة قتل ارتكبتها أكبر 105 وكالة تطبيق للعدالة غير مدرجة في سجلات مكتب التحقيقات الفيدرالي.
لم تشمل السجلات في نظام الإحصاءات الوطنية الحيوية توثيقًا لتورط عناصر الشرطة بشكل دائم. لم تتلق قاعدة بيانات البرنامج الموحد لتقارير الجريمة تقارير عن كل الحوادث المطابقة. استنتج المؤلفون أنه «لا يوجد تقديرات موثوقة لعدد حوادث القتل المبررة التي ارتكبها عناصر الشرطة في الولايات المتحدة الأمريكية». وجدت دراسة عن حوادث القتل التي ارتكبها الشرطة من عام 1999 حتى 2002 في منطقة فلوريدا الوسطى أن قواعد البيانات الوطنية شملت (في فلوريدا) فقط ربع عدد الأشخاص المقتولين من الشرطة الذين أبلغت عنهم وسائل الإعلام المحلية. «من المرجح أن تكون نسبة حوادث القتل التي ارتكبها الشرطة غير المسجلة على الصعيد الوطني أقل مما هو عليه في حالة مؤسسات فلوريدا الوسطى...».
يُطلب من الولايات تبعًا لقانون الإبلاغ عن الموت في الحجز أن تبلغ عن الأفراد الذين يموتون في حجز الشرطة. كان القانون ساريًا دون إجراءات تفرض تطبيقه من عام 2000 حتى 2006 واستعيد في عام 2014، وأصلح ليصبح مفروضًا عن طريق سحب التمويل الحكومي الفدرالي للإدارات التي لا تلتزم به.
أصدر مجلس الشيوخ الأمريكي في يونيو 2015 قانونًا إضافيًّا يفرض على كل مؤسسات تطبيق العدالة الأمريكية أن تبلغ عن حوادث القتل التي يقوم بها عناصرها.
وفق دراسة أجرتها مراكز السيطرة على الأمراض والوقاية منها، بناءً على بيانات من خبراء الفحص الطبي وقضاة التحقيق في الوفيات، فقد كان القتل على يد عناصر تطبيق العدالة (دون الإعدامات القانونية) أكثر سبب وفاة يميز ولايات نيفادا ونيو مكسيكو وأوريغون من عام 2001 حتى 2010. في هذه الولايات، كان معدل القتل على يد عناصر تطبيق العدالة أعلى من المعدلات الوطنية بمقدار أكبر من أي سبب وفاة آخر. في قاعدة البيانات المستخدمة لإصدار هذه الإحصاءات، وهي قاعدة بيانات سي دي سي وندر أونلاين، ما مجموعه 5,511 موت بسبب «تدخل قانوني» في الولايات المتحدة في الأعوام 1999-2013 (3,483 في السنوات 2001-2010 المستخدمة لتوليد التقرير) باستثناء حالات الإعدام القانوني.

### المشاريع ذات المصادر الجماهيرية لجمع البيانات
بعد اهتمام الرأي العام بحوادث القتل المتعلقة بالشرطة عقب عدة حالات ذائعة الصيت في عام 2014 (كإريك غارنر، مايكل براون، جون كروفورد الثالث) كانت عدة مشاريع تبدأ باستخدام البيانات ذات المصدر الجماهيري لهذه الحوادث. يشمل هذا المواجهات القاتلة (فيتال إنكاونترز) وبيانات حوادث إطلاق الشرطة للنار في الولايات المتحدة الأمريكية في ديدسبين. يتتبع مشروع آخر، وهو صفحة الفيسبوك «Killed by Police» (قُتل من قبل الشرطة) (أو الموقع الإلكتروني www.KilledbyPolice.net) حوادث القتل بدءًا من 1 مايو 2013. في 2015 استخدمت كوبكرايسيس بيانات موقع KilledbyPolice.net لتوليد الرسوم المعلوماتية (إنفوغرافيكس) عن حوادث القتل التي ارتكبها الشرطة. يتتبع مشروع يرتبط مع حياة السود مهمة، وهو تخطيط عنف الشرطة، حوادث القتل بدءًا من 1 يناير 2013، ويجري دراسات ومصورات تدرس تغيرات معدلات القتل من قبل قسم الشرطة في كل من المدينة والولاية والبلد مع مرور الزمن.
أصبح معهد كاتو الآن يمتلك ويدير المشروع الوطني للإبلاغ عن سوء تصرف الشرطة، الذي بدأه ديفيد باكمان في عام 2009. يغطي المشروع نطاقًا من تصرفات الشرطة. أحدث إضافة هي مشروع قاعدة بيانات بّوبّيدايس، الذي يجمع المعلومات عن استخدام الشرطة للقوة القاتلة على الحيوانات، والأشخاص الذين يموتون وهم يدافعون عن حيواناتهم ضد الشرطة، أو الذين يموتون عن غير عمد خلال محاولة الشرطة لقتل الحيوانات.